# Jodi Jones
Jodi Felice Jones (Bow, 22 ottobre 1997) è un calciatore maltese con cittadinanza britannica, centrocampista del Notts County e della nazionale maltese.

## Carriera

### Club
Nato in Inghilterra da una famiglia di origini maltesi, è cresciuto nel settore giovanile del Dag & Red. Ha esordito in prima squadra il 10 febbraio 2015, in occasione dell'incontro di Football League Two pareggiato per 0-0 contro il Portsmouth.

### Nazionale
Nel settembre del 2022 ha ottenuto la cittadinanza maltese, rendendolo così convocabile dalla nazionale maltese, con la quale ha esordito il 23 settembre 2022, disputando l'incontro perso per 2-1 contro l'Estonia, valido per la UEFA Nations League 2022-2023.

## Statistiche

### Presenze e reti nei club
Statistiche aggiornate al 26 marzo 2022.
| Stagione             | Squadra              | Campionato           | Campionato | Campionato | Coppe nazionali | Coppe nazionali | Coppe nazionali | Coppe continentali | Coppe continentali | Coppe continentali | Altre coppe | Altre coppe | Altre coppe | Totale | Totale |
| Stagione             | Squadra              | Comp                 | Pres       | Reti       | Comp            | Pres            | Reti            | Comp               | Pres               | Reti               | Comp        | Pres        | Reti        | Pres   | Reti   |
| -------------------- | -------------------- | -------------------- | ---------- | ---------- | --------------- | --------------- | --------------- | ------------------ | ------------------ | ------------------ | ----------- | ----------- | ----------- | ------ | ------ |
| 2014-2015            | Dag & Red            | FL2                  | 8          | 1          | FACup+CdL       | -               | -               |                    | -                  | -                  | FLT         | -           | -           | 8      | 1      |
| 2015-mar. 2016       | Dag & Red            | FL2                  | 27         | 3          | FACup+CdL       | 3+1             | 0               |                    | -                  | -                  | FLT         | 1           | 0           | 32     | 3      |
| Totale Dag & Red     | Totale Dag & Red     | Totale Dag & Red     | 35         | 4          |                 | 4               | 0               |                    | -                  | -                  |             | 1           | 0           | 40     | 4      |
| mar.-mag. 2016       | Coventry City        | FL1                  | 6          | 0          | FACup+CdL       | -               | -               |                    | -                  | -                  | FLT         | -           | -           | 6      | 0      |
| 2016-2017            | Coventry City        | FL1                  | 34         | 1          | FACup+CdL       | 2+1             | 0               |                    | -                  | -                  | FLT         | 8           | 1           | 45     | 2      |
| 2017-2018            | Coventry City        | FL2                  | 19         | 5          | FACup+CdL       | 1+1             | 0               |                    | -                  | -                  | FLT         | 1           | 0           | 22     | 5      |
| 2018-2019            | Coventry City        | FL1                  | 8          | 1          | FACup+CdL       | 1+0             | 0               |                    | -                  | -                  | FLT         | 1           | 0           | 10     | 1      |
| 2019-2020            | Coventry City        | FL1                  | 0          | 0          | FACup+CdL       | 1+0             | 0               |                    | -                  | -                  | FLT         | 1           | 0           | 2      | 0      |
| 2020-2021            | Coventry City        | FLC                  | 0          | 0          | FACup+CdL       | 0               | 0               |                    | -                  | -                  |             | -           | -           | 0      | 0      |
| 2021-2022            | Coventry City        | FLC                  | 9          | 0          | FACup+CdL       | 2+1             | 0               |                    | -                  | -                  |             | -           | -           | 12     | 0      |
| Totale Coventry City | Totale Coventry City | Totale Coventry City | 76         | 7          |                 | 10              | 0               |                    | -                  | -                  |             | 11          | 1           | 97     | 8      |
| 2022-gen. 2023       | Oxford Utd           | FL1                  | 5          | 0          | FACup+CdL       | 1+1             | 0               |                    | -                  | -                  | FLT         | 1           | 0           | 8      | 0      |
| gen.-mag. 2023       | Notts County         | NL                   | 18         | 2          | FACup           | -               | -               |                    | -                  | -                  | FAT         | -           | -           | 18     | 2      |
| 2023-2024            | Notts County         | FL2                  | 6          | 1          | FACup+CdL       | 0+1             | 0               |                    | -                  | -                  | FLT         | 0           | 0           | 7      | 1      |
| Totale carriera      | Totale carriera      | Totale carriera      | 140        | 14         |                 | 17              | 0               |                    | -                  | -                  |             | 14          | 1           | 171    | 15     |

### Cronologia presenze e reti in nazionale
| Cronologia completa delle presenze e delle reti in nazionale ― Malta | Cronologia completa delle presenze e delle reti in nazionale ― Malta | Cronologia completa delle presenze e delle reti in nazionale ― Malta | Cronologia completa delle presenze e delle reti in nazionale ― Malta | Cronologia completa delle presenze e delle reti in nazionale ― Malta | Cronologia completa delle presenze e delle reti in nazionale ― Malta | Cronologia completa delle presenze e delle reti in nazionale ― Malta | Cronologia completa delle presenze e delle reti in nazionale ― Malta |
| Data                                                                 | Città                                                                | In casa                                                              | Risultato                                                            | Ospiti                                                               | Competizione                                                         | Reti                                                                 | Note                                                                 |
| -------------------------------------------------------------------- | -------------------------------------------------------------------- | -------------------------------------------------------------------- | -------------------------------------------------------------------- | -------------------------------------------------------------------- | -------------------------------------------------------------------- | -------------------------------------------------------------------- | -------------------------------------------------------------------- |
| 23-9-2022                                                            | Tallinn                                                              | Estonia                                                              | 2 – 1                                                                | Malta                                                                | UEFA Nations League 2022-2023 - 1º turno                             | -                                                                    | 46’                                                                  |
| 27-9-2022                                                            | Ta' Qali                                                             | Malta                                                                | 2 – 1                                                                | Israele                                                              | Amichevole                                                           | -                                                                    | 46’                                                                  |
| 17-11-2022                                                           | Ta' Qali                                                             | Malta                                                                | 2 – 2                                                                | Grecia                                                               | Amichevole                                                           | -                                                                    | 80’                                                                  |
| 20-11-2022                                                           | Ta' Qali                                                             | Malta                                                                | 0 – 1                                                                | Irlanda                                                              | Amichevole                                                           | -                                                                    | 67’                                                                  |
| 23-3-2023                                                            | Skopje                                                               | Macedonia del Nord                                                   | 2 – 1                                                                | Malta                                                                | Qual. Euro 2024                                                      | -                                                                    | 84’                                                                  |
| 26-3-2023                                                            | Ta' Qali                                                             | Malta                                                                | 0 – 2                                                                | Italia                                                               | Qual. Euro 2024                                                      | -                                                                    | 76’                                                                  |
| 9-6-2023                                                             | Lussemburgo                                                          | Lussemburgo                                                          | 0 – 1                                                                | Malta                                                                | Amichevole                                                           | -                                                                    |                                                                      |
| 16-6-2023                                                            | Ta' Qali                                                             | Malta                                                                | 0 – 4                                                                | Inghilterra                                                          | Qual. Euro 2024                                                      | -                                                                    | 76’                                                                  |
| 19-6-2023                                                            | Trnava                                                               | Ucraina                                                              | 1 – 0                                                                | Malta                                                                | Qual. Euro 2024                                                      | -                                                                    | 62’                                                                  |
| 6-9-2023                                                             | Ta' Qali                                                             | Malta                                                                | 1 – 0                                                                | Gibilterra                                                           | Amichevole                                                           | -                                                                    | 62’                                                                  |
| 12-9-2023                                                            | Ta' Qali                                                             | Malta                                                                | 0 – 2                                                                | Macedonia del Nord                                                   | Qual. Euro 2024                                                      | -                                                                    | 46’                                                                  |
| 17-11-2023                                                           | Londra                                                               | Inghilterra                                                          | 2 – 0                                                                | Malta                                                                | Qual. Euro 2024                                                      | -                                                                    | 59’                                                                  |
| 7-6-2025                                                             | Ta' Qali                                                             | Malta                                                                | 0 – 0                                                                | Lituania                                                             | Qual. Mondiali 2026                                                  | -                                                                    | 81’                                                                  |
| 10-6-2025                                                            | Groninga                                                             | Paesi Bassi                                                          | 8 – 0                                                                | Malta                                                                | Qual. Mondiali 2026                                                  | -                                                                    | 60’                                                                  |
| Totale                                                               |                                                                      | Presenze                                                             | 14                                                                   |                                                                      | Reti                                                                 | 0                                                                    |                                                                      |

## Palmarès

### Club

#### Competizioni nazionali
- Football League Trophy: 1

Coventry City: 2016-2017